# Список российских кавалеров ордена Серафимов
Орден Серафимов (швед. Seraphimerorden) был восстановлен королём Швеции Фредриком I в 1748 году и существует в настоящее время, являясь высшим орденом шведского королевства. Орден жалуется с широкой чрезплечной лентой. Как дополнительные отличия, повышающие статус награды, могут быть пожалованы бриллиантовые знаки ордена и орденская цепь.
За время существования ордена им пожаловано менее 900 человек (на 1 января 1998 года — 823, на 1 января 2013 — 849), в том числе 54 представителя России (что является наибольшим числом среди иностранных кавалеров ордена Серафимов).
Первым российским кавалером ордена Серафимов стала императрица Екатерина II. Король Адольф Фредрик отметил высшим орденом Швеции свою родную племянницу через год после всхождения её на престол России. В дальнейшем все российские императоры становились кавалерами ордена Серафимов, причем получали его, находясь ещё в статусе наследника престола. Всего орденом Серафимов были отмечены 27 представителей Дома Романовых (в том числе два герцога Лейхтенбергских и принц Ольденбургский). 
Остальные 27 российских кавалеров — представители высших органов власти и особо доверенные императорам лица.
По роду деятельности их можно условно разделить на:
премьер-министр — 1
внешнеполитическое ведомство — 10
дворцовое ведомство — 5
военное ведомство — 3
морское ведомство — 1
высший генералитет — 6
Отдельной строкой выделяется барон Армфельт, состоявший на момент награждения орденом Серафимов на шведской службе и являвшийся доверенным лицом короля Густава III. Орден он получил за подписание Верельского мирного договора, окончившего Русско-шведскую войну 1788—1790 годов. Тогда же орденом был пожалован русский посланник барон Игельстрём, подписавший договор от имени России. После убийства Густава III барон Армфельт покинул Швецию и был вычеркнут из списка кавалеров ордена Серафимов, но в 1799 году, вновь поступив на службу, его восстановили в правах кавалера ордена. В 1811 году он перешёл на российскую службу и принял российское подданство, но при этом не был лишён ордена, а был отмечен в кавалерском списке как иностранный кавалер.
По времени пожалования орденом Серафимов российских кавалеров наибольшее число приходится на царствования императоров Александра II (15) и Николая II (11). 
Всего по царствованиям:
в царствование Екатерины II — 5
в царствование Павла I — 4
в царствование Александра I — 6
в царствование Николая I — 8
в царствование Александра II — 15
в царствование Александра III — 5
в царствование Николая II — 11
Последними российскими кавалерами ордена Серафимов стали министр иностранных дел Сазонов и великий князь Кирилл Владимирович, получившие орден во время встречи императора Николая II и короля Густава V в Виролахти в июле 1912 года.

## Список российских кавалеров ордена Серафимов
Имена, титулы, звания и должности кавалеров в списке указаны на момент награждения орденом. Номер перед именем кавалера означает номер, под которым кавалер внесён в капитульный кавалерский список ордена Серафимов.
| №№  | Портрет | Имя                                | Годы жизни | Дата пожалования ордена                      | Титул / чин / звание / должность на момент пожалования ордена | Сн.      |
| --- | ------- | ---------------------------------- | ---------- | -------------------------------------------- | --- | -------- |
|     |         |                                    |            |                                              | |          |
| 65  |         | Екатерина II                       | 1729—1796  | 21 ноября 1763 г.                            | Императрица Всероссийская | [ И 2 ]  |
| 88  |         | Павел Петрович                     | 1754—1801  | 20 ноября 1772 г.                            | Великий князь, Наследник Цесаревич | [ И 3 ]  |
| 93  |         | Потёмкин, Григорий Александрович   | 1739—1791  | 29 апреля 1776 г. цепь                       | светлейший князь, генерал-адъютант, генерал-аншеф, генерал-губернатор Новороссийский, Азовский и Астраханский, вице-президент Военной коллегии                                                                       | [ И 4 ]  |
| 117 |         | Армфельт, Густав Мориц             | 1757—1814  | 22 ноября 1790 г.                            | барон, генерал-майор, обер-камер-юнкер короля Густава III (на момент пожалования находился на шведской службе; исключён из списка кавалеров 22.09.1794 — 16.11.1799; обозначен иностранным кавалером 25 ноября 1811) | [ И 5 ]  |
| 121 |         | Игельстрём, Осип Андреевич         | 1737—1817  | 22 ноября 1790 г.                            | барон, генерал-поручик, посланник на переговорах с Швецией | [ И 6 ]  |
| 141 |         | Александр Павлович                 | 1777—1825  | 16 ноября 1799 г. цепь                       | Великий князь, Наследник Цесаревич | [ И 7 ]  |
| 148 |         | Константин Павлович                | 1779—1831  | 24 ноября 1800 г.                            | Великий князь, Цесаревич | [ И 8 ]  |
| 149 |         | Ростопчин, Фёдор Васильевич        | 1763—1826  | 17 декабря 1800 г.                           | граф, действительный тайный советник, первоприсутствующий в Коллегии иностранных дел | [ И 8 ]  |
| 150 |         | Будберг, Андрей Яковлевич          | 1750—1812  | 17 декабря 1800 г.                           | барон, тайный советник, посланник при Стокгольмском дворе | [ И 8 ]  |
| 180 |         | Николай Павлович                   | 1796—1855  | 4 сентября 1812 г.                           | Великий князь | [ И 9 ]  |
| 181 |         | Михаил Павлович                    | 1798—1849  | 4 сентября 1812 г.                           | Великий князь | [ И 10 ] |
| 182 |         | Румянцев, Николай Петрович         | 1754—1826  | 15 сентября 1812 г.                          | граф, канцлер, министр иностранных дел | [ И 10 ] |
| 183 |         | Толстой, Николай Александрович     | 1765—1816  | 15 сентября 1812 г.                          | граф, действительный тайный советник, обер-гофмаршал | [ И 10 ] |
| 190 |         | Сухтелен, Пётр Корнилович          | 1751—1836  | 30 декабря 1814 г. цепь 28 апреля 1815 г.    | барон, инженер-генерал, чрезвычайный посол и полномочный министр при Стокгольмском дворе | [ И 11 ] |
| 228 |         | Нессельроде, Карл Васильевич       | 1780—1862  | 28 января 1825 г.                            | граф, действительный тайный советник, управляющий Министерством иностранных дел | [ И 12 ] |
| 233 |         | Александр Николаевич               | 1818—1881  | 6 марта 1826 г. цепь                         | Великий князь, Наследник Цесаревич | [ И 13 ] |
| 247 |         | Волконский, Пётр Михайлович        | 1776—1852  | 20 августа 1830 г.                           | князь, генерал-адъютант, генерал от инфантерии, министр Императорского двора и уделов | [ И 14 ] |
| 267 |         | Константин Николаевич              | 1827—1892  | 12 июня 1838 г.                              | Великий князь, генерал-адмирал | [ И 15 ] |
| 268 |         | Ливен, Христофор Андреевич         | 1774—1838  | 12 июня 1838 г.                              | светлейший князь, генерал-адъютант, генерал от инфантерии | [ И 16 ] |
| 269 |         | Орлов, Алексей Фёдорович           | 1787—1862  | 12 июня 1838 г.                              | граф, генерал-адъютант, генерал от кавалерии | [ И 16 ] |
| 270 |         | Меншиков, Александр Сергеевич      | 1787—1869  | 12 июня 1838 г. брилл. зн. 1848 г.           | светлейший князь, генерал-адъютант, адмирал, генерал-губернатор Финляндии, морской министр | [ И 16 ] |
| 279 |         | Воронцов, Михаил Семёнович         | 1782—1856  | 5 августа 1842 г.                            | граф, генерал-адъютант, генерал от инфантерии, генерал-губернатор Новороссийский и Бессарабский | [ И 17 ] |
| 292 |         | Чернышёв, Александр Иванович       | 1786—1857  | 20 августа 1845 г. цепь 20 августа 1845 г.   | князь, генерал-адъютант, генерал от кавалерии, военный министр, чрезвычайный посланник для принесения поздравлений по случаю коронации короля Оскара I                                                               | [ И 18 ] |
| 345 |         | Берг, Фёдор Фёдорович              | 1794—1874  | 16 августа 1859 г. брилл. зн. 17 мая 1860 г. | граф, генерал-адъютант, генерал от инфантерии, генерал-губернатор Финляндии, чрезвычайный посланник для принесения поздравлений по случаю вступления на престол и коронации короля Карла XV                          | [ И 19 ] |
| 346 |         | Николай Александрович              | 1843—1865  | 20 сентября 1859 г.                          | Великий князь, Наследник Цесаревич | [ И 19 ] |
| 355 |         | Горчаков, Александр Михайлович     | 1798—1883  | 16 мая 1860                                  | князь, действительный тайный советник, министр иностранных дел | [ И 20 ] |
| 385 |         | Александр Александрович            | 1845—1894  | 5 июня 1865 г. цепь 15 февраля 1892 г.       | Великий князь, Наследник Цесаревич | [ И 21 ] |
| 394 |         | Владимир Александрович             | 1847—1909  | 27 июля 1869 г. цепь 12 июля 1897 г.         | Великий князь | [ И 22 ] |
| 413 |         | Ливен, Вильгельм Карлович          | 1800—1880  | 12 мая 1873 г.                               | барон, генерал-адъютант, генерал от инфантерии, обер-егермейстер, чрезвычайный посланник для принесения поздравлений по случаю коронации короля Оскара II                                                            | [ И 23 ] |
| 418 |         | Алексей Александрович              | 1850—1908  | 28 августа 1873 г.                           | Великий князь | [ И 24 ] |
| 428 |         | Николай Николаевич Старший         | 1831—1891  | 19 июля 1875 г.                              | Великий князь | [ И 25 ] |
| 429 |         | Сергей Александрович               | 1857—1905  | 19 июля 1875 г.                              | Великий князь | [ И 25 ] |
| 430 |         | Павел Александрович                | 1860—1919  | 19 июля 1875 г.                              | Великий князь | [ И 25 ] |
| 431 |         | Долгоруков, Владимир Андреевич     | 1810—1891  | 19 июля 1875 г.                              | князь, генерал-адъютант, генерал от кавалерии, генерал-губернатор Московский | [ И 26 ] |
| 432 |         | Адлерберг, Александр Владимирович  | 1818—1888  | 19 июля 1875 г.                              | граф, генерал-адъютант, генерал от инфантерии, министр Императорского двора и уделов | [ И 26 ] |
| 433 |         | Милютин, Дмитрий Алексеевич        | 1816—1912  | 19 июля 1875 г.                              | генерал-адъютант, генерал от инфантерии, военный министр | [ И 26 ] |
| 436 |         | Георгий Максимилианович            | 1852—1912  | 20 июня 1876 г.                              | герцог Лейхтенбергский, князь Романовский, флигель-адъютант | [ И 27 ] |
| 449 |         | Ольденбургский, Пётр Георгиевич    | 1812—1881  | 21 июня 1879 г.                              | принц, состоящий при Особе Его Императорского Величества, генерал от инфантерии, главноуправляющий IV Отделением Собственной Е. И. В. Канцелярии, член Государственного Совета                                       | [ И 28 ] |
| 465 |         | Евгений Максимилианович            | 1847—1901  | 27 июня 1882 г.                              | герцог Лейхтенбергский, князь Романовский, Свиты Его Величества генерал-майор | [ И 29 ] |
| 469 |         | Николай Александрович              | 1868—1918  | 19 мая 1883 г. цепь 12 мая 1908 г.           | Великий князь, Наследник Цесаревич | [ И 30 ] |
| 508 |         | Михаил Николаевич                  | 1832—1909  | 15 февраля 1892 г.                           | Великий князь, генерал-фельдмаршал | [ И 31 ] |
| 509 |         | Гирс, Николай Карлович             | 1820—1895  | 15 февраля 1892 г.                           | действительный тайный советник, министр иностранных дел | [ И 31 ] |
| 510 |         | Воронцов-Дашков, Илларион Иванович | 1837—1916  | 15 февраля 1892 г. цепь                      | граф, генерал-адъютант, генерал от кавалерии, министр Императорского двора и уделов | [ И 31 ] |
| 521 |         | Борис Владимирович                 | 1877—1943  | 12 июля 1897 г.                              | Великий князь | [ И 32 ] |
| 528 |         | Константин Константинович          | 1858—1915  | 18 сентября 1897 г.                          | Великий князь | [ И 33 ] |
| 577 |         | Михаил Александрович               | 1878—1918  | 12 мая 1908 г.                               | Великий князь | [ И 34 ] |
| 578 |         | Дмитрий Павлович                   | 1891—1942  | 12 мая 1908 г.                               | Великий князь | [ И 34 ] |
| 579 |         | Николай Михайлович                 | 1859—1919  | 12 мая 1908 г.                               | Великий князь | [ И 34 ] |
| 580 |         | Фредерикс, Владимир Борисович      | 1838—1927  | 12 мая 1908 г.                               | барон, генерал-адъютант, генерал от кавалерии, министр Императорского двора и уделов | [ И 35 ] |
| 581 |         | Столыпин, Пётр Аркадьевич          | 1862—1911  | 12 мая 1908 г.                               | статс-секретарь, гофмейстер, председатель Совета министров Российской империи | [ И 35 ] |
| 582 |         | Извольский, Александр Петрович     | 1856—1919  | 12 мая 1908 г.                               | гофмейстер, министр иностранных дел | [ И 35 ] |
| 598 |         | Алексей Николаевич                 | 1904—1918  | 27 июня 1909 г.                              | Великий князь, Наследник Цесаревич | [ И 36 ] |
| 614 |         | Сазонов, Сергей Дмитриевич         | 1860—1927  | 5 июля 1912 г.                               | гофмейстер, министр иностранных дел | [ И 37 ] |
| 618 |         | Кирилл Владимирович                | 1876—1938  | 13 июля 1912 г.                              | Великий князь | [ И 38 ] |